# علم حدیث

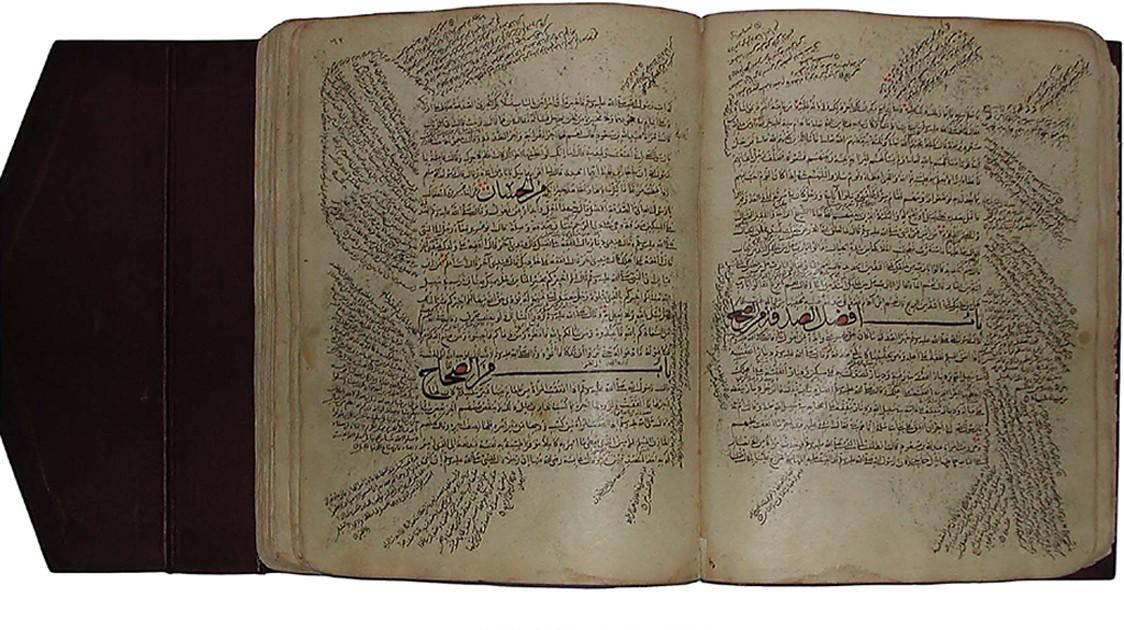
تصویر از یک دستخط از احادیث نبوی مربوط به ۱۳۲۲ میلادی در مکه

در اسلام، علم حدیث، علمی است که توسط آن اقوال و افعال و احوال یا تقریر محمد و امامان شناخته می‌شود و چون احادیث رسیده از آن‌ها، شامل گفته‌هایشان هم می‌شود، شامل گفته و نیز نام وسائطی است که کلام مزبور را از وی روایت کرده‌اند. می‌توان گفت که علم حدیث علم به قوانینی است که به وسیلهٔ آن، احوال سند و متن حدیث شناخته می‌شود.
وظیفه اصلی علم حدیث، شناخت روایت معتبر از غیر معتبر است.
علم حدیث در دوران طلایی اسلام از گیراترین دانش‌های آن روزگار به‌شمار می‌رفته است. شفیعی کدکنی گسترش و آموزش آن در مدرسه‌های سده‌های میانه را به فراگیری علوم رایانه در روزگار نوین شبیه دانسته است. اهمیّت علم حدیث و علوم پیرامونی آن تا آنجا بود که برخی محدثان مانند ابن حجر عسقلانی جز آن را «علم» تلقی نمی‌کردند.

## تقسیمات
علم حدیث، به علم روایة الحدیث و درایة الحدیث منقسم می‌گردد، زیرا آنچه را مربوط به سند (سلسله ناقلان) است، روایة الحدیث یا اصول الحدیث می‌نامند و آنچه را مربوط به فهم کلام پیامبر اسلام و امام است درایة الحدیث گویند.
|             |             |             |             |             |             | حدیث |  |             |             |             |             |             |             |             |             |             |             |      |      |      |      |  |  |  |  |  |  |  |  |  |  |  |  |
|             |             |             |             |             |             |      |  |             |             |             |             |             |             |             |             |             |             |      |      |      |      |  |  |  |  |  |  |  |  |  |  |  |  |
|             |             |             |             |             |             |      |  |             |             |             |             |             |             |             |             |             |             |      |      |      |      |  |  |  |  |  |  |  |  |  |  |  |  |
| درایةالحدیث | درایةالحدیث | درایةالحدیث | درایةالحدیث | درایةالحدیث | درایةالحدیث |      |  |             |             |             |             | روایةالحدیث | روایةالحدیث | روایةالحدیث | روایةالحدیث | روایةالحدیث | روایةالحدیث |      |      |      |      |  |  |  |  |  |  |  |  |  |  |  |  |
| درایةالحدیث | درایةالحدیث | درایةالحدیث | درایةالحدیث | درایةالحدیث | درایةالحدیث |      |  |             |             |             |             | روایةالحدیث | روایةالحدیث | روایةالحدیث | روایةالحدیث | روایةالحدیث | روایةالحدیث |      |      |      |      |  |  |  |  |  |  |  |  |  |  |  |  |
|             |             |             |             |             |             |      |  |             |             |             |             |             |             |             |             |             |             |      |      |      |      |  |  |  |  |  |  |  |  |  |  |  |  |
|             |             |             |             |             |             |      |  | مصطلح‌الحدیث | مصطلح‌الحدیث | مصطلح‌الحدیث | مصطلح‌الحدیث | مصطلح‌الحدیث | مصطلح‌الحدیث |             |             | رجال        | رجال        | رجال | رجال | رجال | رجال |  |  |  |  |  |  |  |  |  |  |  |  |

### روایت
روایت الحدیث (اصول الحدیث) علمی است که از کیفیت اتصال احادیث‌به پیامبر اسلام و امام، از جهت احوال روات (که آیا ضابط و عادلند؟) و از لحاظ کیفیت سند (که آیا متصل است‌یا منقطع؟) و غیر اینها گفتگو می‌کند؛ و خود شامل دو بخش است:
- علم رجال
- مصطلح الحدیث.

### درایت
درایة الحدیث (در مقابل روایة الحدیث) علمی است که از مفاد الفاظ متن حدیث چون شرح لغات حدیث و بیان حال حدیث از لحاظ اطلاق و تقیید و عموم و خصوص و داشتن معارض و مانند اینها بحث می‌کند که مناسب است نام این قسمت را فقه الحدیث گذارند. بخش اول را اصول الحدیث نیز می‌نامند.
بخش روایت الحدیث‌یا اصول الحدیث چنان‌که گفتیم به دو رشته تقسیم شده است:
- علم رجال
- مصطلح الحدیث.

1. چه آنکه اگر از احوال یکان یکان رجال سند از لحاظ عدالت آنان و وثوق و اعتماد به روایت و نقل آن‌ها بحث‌شود، «علم رجال» نامیده می‌شود.
2. و اگر از کیفیت نقل حدیث توسط راویان از لحاظ اتصال و انقطاع زنجیره حدیث یا داشتن سند یا ارسال و مانند آن سخن رود، به «مصطلح الحدیث» و گاهی به «درایه» تعبیر نمایند؛ ولی نام اول با این عمل متناسب‌تر است، چه آنکه درایه به معنی علم و فهم معانی است و شناسائی اصطلاحات متناسب با نام (مصطلح الحدیث) است.[۲]

## محدث
مُحَدّث یک واژهٔ عربی مربوط به علم حدیث است. محدث یک دانشمند علوم اسلامی است که در شاخه‌های علم حدیث کاملاً متخصص است و دست کم ۴۰۰٫۰۰۰ حدیث را از حفظ دارد.
در توصیف مُحَدّث ذهبی یک سؤال مطرح کرده است:
آن جا که دانش حدیث است، حدیث پژوهان کجایند؟
وی سپس جواب را نیز مطرح می‌کند:
من در آستانه‌ای هستم که آن‌ها نمی‌بینم. جز در یک کتاب که مجذوب آن می‌شوم یا در زیر خاک‌اند.

## روایت معتبر از دیدگاه شیعه
روایتی از دیدگاه مکتب شیعه معتبر است که همه شرایط زیر را دارا باشد:
1. روایت مورد نظر در کتابی از کتب محدثین یا علمای ما وجود داشته باشد.
2. انتساب کتاب مورد نظر به صاحب کتاب معتبر باشد.
3. صاحب کتاب در نقل روایت ثقه (مورد اعتماد) باشد.
4. روایت مورد نظر در کتاب موجود هم به صورت مسند باشد و هم به به صورت متصل.
5. رجالی سند روایت همگی ثقه (مورد اعتماد) باشند.

اگر روایتی همه شرایط بالا را داشت، انتساب آن به معصوم معتبر شناخته می‌شود.

## انواع روایت غیر معتبر نزد شیعه
روایت غیر معتبر بر چهار قسم است:

### روایات جعلی و محرَّف (تحریف شده)
روایاتی است که علی‌القاعده جعلی یا تحریف شده است؛ طبیعی است که این دسته از روایات معتبر نیستند.

### روایات مظنون به جعل
روایاتی است که احتمال جعلی بودن آن‌ها زیاد است اما به گونه‌ای نیست که بتوان بر این ادعا پای فشرد؛ طبیعی است که این دسته از روایات نیز معتبر نیستند.

### روایات مظنون به صحت
روایاتی است که احتمال صحت انتساب آن‌ها به معصوم علیه‌السلام بسیار زیاد است اما به گونه‌ای نیست که جزء روایات معتبر به حساب آید. از دسته از روایات جزء ظنون می‌باشند و ظنون علی المبنای شیعه، حجت نیستند مگر به دلیلی خاص موردی استثنا شود که ظاهراً دلیلی بر استثنا کردن این مورد نیست و در نتیجه این دسته نیز عموماً معتبر نیستند.

### روایات مشکوک
روایاتی است که صحت یا عدم صحت انتساب آن به معصوم به گونه‌ای است که نمی‌توان یک طرف را بر دیگری ترجیح جدی داد. شیعه بر عدم حجیت شک‌ها نیز اتفاق نظر دارند، لذا این دسته را نیز نمی‌توان معتبر دانست.

## حدیث‌شناسی
| حدیث‌شناسی |              |             |             |             |       |
| متواتر    | متفق علیه    | مشهور       | عزیز        | غریب        | حسن   |
| متصل      | ↑حدیث صحیح↑  | ↑حدیث صحیح↑ | ↑حدیث صحیح↑ | ↑حدیث صحیح↑ | منکر  |
| مسند      | ← از نظر سند | حدیث        | حدیث        | از نظر متن→ | متروک |
| خبر آحاد  | ↓حدیث ضعیف↓  | ↓حدیث ضعیف↓ | ↓حدیث ضعیف↓ | ↓حدیث ضعیف↓ | مدرج  |
| منقطع     | مضطرب        | مدلس        | موقوف       | منقطع       | موضوع |